# 7 de Agosto (estación de TransMilenio)
La estación sencilla 7 de Agosto, hace parte del sistema de transporte masivo de Bogotá llamado TransMilenio inaugurado en el año 2000.

## Ubicación
La estación se encuentra ubicada en el sector del norte de la ciudad, específicamente sobre la Avenida Norte-Quito-Sur entre calles 63F y 63G. Se accede a ella a través de un puente peatonal ubicado sobre la Calle 63G.
Atiende la demanda de los barrios El Rosario, La Paz, 7 de Agosto y sus alrededores.
En las cercanías están el Parque Metropolitano Simón Bolívar, el Parque de los Novios, el CAI 7 de Agosto y la sede Mutis de la Universidad del Rosario.

## Origen del nombre
Antiguamente, la estación recibía el nombre «Simón Bolívar» dado que se encuentra relativamente cercana al Parque Metropolitano Simón Bolívar, que a su vez recibe el nombre del prócer de la independencia Simón Bolívar, libertador de varias naciones de América del Sur. Sin embargo, el 12 de agosto de 2023 cambió oficialmente al nombre que tiene actualmente por la cercanía que tiene con el barrio 7 de Agosto que se encuentra al costado oriental de la estación.

## Historia
En el año 2005, al ser puesta en funcionamiento la segunda troncal de la fase 2 del sistema, la troncal NQS, fue puesta en funcionamiento esta estación.

## Servicios de la estación

### Servicios troncales
| Tipo                                            | Rutas al Norte | Rutas al Sur | Rutas al Occidente |
| ----------------------------------------------- | -------------- | ------------ | ------------------ |
| Ruta fácil                                      | 4              | 4            |                    |
| Expreso todos los días todo el día              | B12 E32        | G12          | F32                |
| Expreso lunes a sábado todo el día              |                | H21          | D21                |
| Expreso lunes a viernes todo el día             | C17            | H17          |                    |
| Expresos sábados de 4:00 a. m. a 3:00 p. m.     | C17            | H17          |                    |
| Rutas que finalizan el recorrido en la estación |                |              |                    |
| Expresos todos los días todo el día             | E42            | E42          | E42                |
| Rutas que inician el recorrido en la estación   |                |              |                    |
| Expresos todos los días todo el día             | G42            | G42          | G42                |

### Esquema
| ← Norte   |           |            |
| Calle 63G | C17D21E32 | 4B12E42    |
| Puente    | Vagón 2   | Vagón 1    |
| Calle 63G | G12G42    | 4F32H17H21 |
| Sur →     |           |            |

### Servicios urbanos
Así mismo funcionan las siguientes rutas urbanas del SITP en los costados externos a la estación, circulando por los carriles de tráfico mixto sobre la Avenida NQS, con posibilidad de trasbordo usando la tarjeta TuLlave:
| Código | Sector                   | Dirección        | Rutas                                  |
| ------ | ------------------------ | ---------------- | -------------------------------------- |
| 177A00 | A Estación Simón Bolívar | Av. NQS - CL 63F | A708B608B631 191 599 T11 T26 T163      |
| 103A05 | K Estación Simón Bolívar | Av. NQS - CL 63G | H608H631H708 191 599 SE14 T11 T26 T163 |

## Ubicación geográfica
| Noroeste: Barrios Unidos | Norte: E Avenida Chile | Nordeste: Barrios Unidos   |
| Oeste: Barrios Unidos    |                        | Este: A Flores - Areandina |
| Suroeste: Barrios Unidos | Sur: E Movistar Arena  | Sureste: Barrios Unidos    |